# Marignac, Charente-Maritime
Marignac är en kommun i departementet Charente-Maritime i regionen Nouvelle-Aquitaine i västra Frankrike. Kommunen ligger  i kantonen Pons som ligger i arrondissementet Saintes. År 2022 hade Marignac 412 invånare.

## Befolkningsutveckling
Antalet invånare i kommunen Marignac
Referens:INSEE